# Île Hawkesbury
Pour les articles homonymes, voir Hawkesbury (homonymie).
L'île Hawkesbury est une île en Colombie-Britannique au Canada. Elle est située dans le canal Douglas, l'un des principaux fjords de la côte de la Colombie-Britannique. Elle mesure 43 km de long et a une largeur qui varie entre 3 et 19 km pour une superficie de 412 km2. 

## Toponyme
Elle a été nommée par George Vancouver en l'honneur de Charles Jenkinson, baron de Hawkesbury, président de la Chambre du commerce de 1786 à 1804.